# Astrobiologija
Astrobiologija je meddisciplinarno področje, ki združuje poglede astronomije, biologije in geologije, in je prvotno ostredotočeno na raziskavo izvora, razdeljevanja in biološke evolucije. Ime izhaja iz grških besed astron - zvezda, bios - življenje in logos - dejstvo/znanost. Veda je znana tudi kot eksobiologija (grško ekso - zunanji) ali ksenobiologija (grško ksenos - tuj).
Večja astrobiološka raziskovalna področja vsebujejo:
- Kaj je življenje?
- Kako se je življenje razvilo za Zemlji?
- Kakšno vrsto okolja življenje tolerira?
- Kako lahko določimo obstoj življenja na drugih planetih?

Eksobiologija in ksenobiologija so izrazi, ki se pojavljajo tudi v znanstveni fantastiki, čeprav tovrstni izrazi se nanašajo na spekulativno biologijo nezemljanov. Ksenobiolog je po navadi oseba oziroma zdravnik ali biolog, ki je specialist na področju fiziologije nezemeljskih organizmov in življenjskih oblik.	
Astrobiologija je nastajajoče področje, ki naslavlja pereča vprašanja (nastanek življenja drugod v Vesolju), prav tako tudi tehtna podlaga za znanstvene preiskave. Astrobiologija še ni opredeljena kot čista znanstvena disciplina v smislu fizike ali biologije, prej predstavlja skupino znanstvenikov iz različnih panog, ki skušajo odgovoriti na vprašanja o življenju z obravnavo širšega območja znanosti.